# 게이의 성교 역할

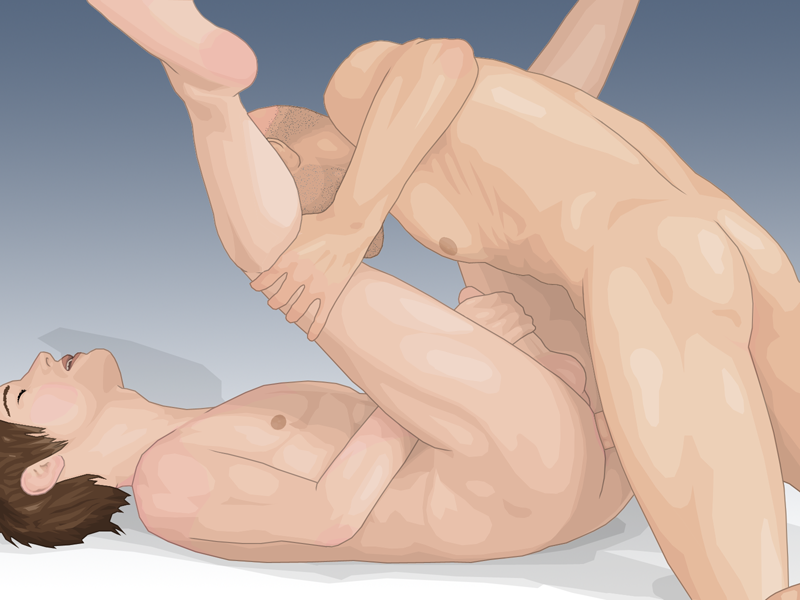
오른쪽에 있는 남자가 '탑'이고 왼쪽에 있는 남자가 '바텀'이다.

인간의 성에서 탑(Top), 바텀(Bottom), 버서틀(Versatile)은 인간의 성행위 시의 역할이다. 탑은 보통 삽입하는 사람이고, 바텀은 삽입을 받는 사람이며, 버서틀은 둘 중 하나 또는 두 가지 역할을 모두 수행할 수 있다. 이러한 용어는 개인의 일반적인 선호도와 습관을 나타내는 자아개념의 요소일 수 있지만 더 넓은 성정체성과 사회적 역할을 설명할 수도 있다.
탑(top)과 바텀(bottom)이라는 용어는 성교 중 문자 그대로의 신체적 위치를 나타내지 않는다.

## 탑

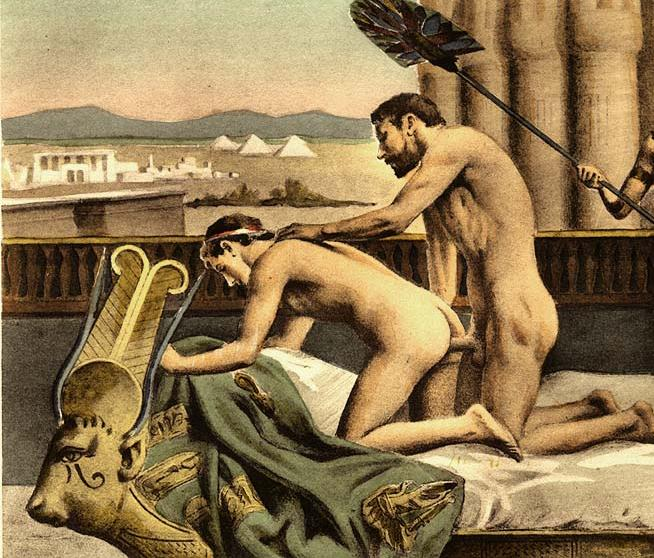
에두아르앙리 아브릴의 하드리아누스 "Topping" 안티누스를 묘사한 19세기 성애 미술

탑은 일반적으로 성행위 중에 삽입하는 역할을 하는 사람이다. 남성과 성교하는 남성(MSM)의 경우 항문 성교 또는 구강 성교 중에 음경을 사용하여 삽입하는 경우가 많다. 탑은 "다른 사람에게 삽입하다"를 의미하는 동사로도 사용된다. 또한 탑은 친밀관계이거나 로맨스에서 지배와 관련된 더 넓은 자아개념을 설명할 수 있다. 그러나 이 규정은 최고가 되기 위한 필수 요소는 아니다.
탑과 관련한 여러 관련 용어가 있다. 게이의 섹슈얼리티와 관련하여 토탈 탑(Total top)은 성교를 위해 독점적으로 삽입하는 역할을 맡는 사람이다. 파워 탑(Power top)은 탑에 대한 뛰어난 기술이나 공격성을 가진 사람을 일컫는다. 서비스 탑(Service top)은 바텀으로 가고 싶은 마음이 간절한 탑을 뜻한다 버서틀 탑(Versatile top)은 탑을 선호하지만 때때로 바텀을 하는 사람이다. 삽입 파트너(Penetrative partner) 또는 기버(Giver)는 탑의 동의어이며 참가자 간의 비평등한 관계를 암시하지 않고 삽입하는 행위를 설명하기 위해 만들어졌다. 
미국 질병통제예방센터(CDC)의 트레버 하트는 스스로 식별한 상의가 구강 성교와 성인용품 플레이를 포함한 다른 성행위(항문 성교 외)에서 삽입 파트너 역할을 할 가능성이 더 높다는 것을 발견했다.

## 바텀
바텀은 일반적으로 성적 삽입 동안 삽입을 당하는 사람을 뜻한다. 이것은 종종 항문 성교 중에 항문을 통해 삽입당하는 MSM을 나타낸다. 또한 바텀은 "다른 사람이 동적으로 또는 구두로 삽입한다"를 의미하는 동사로도 사용된다.
게이의 섹슈얼리티와 관련하여 토탈 바텀(Total bottom)은 항문 성교 또는 구강 성교 중에 독점적으로 삽입을 당한는 역할을 하는 사람이다. 파워 바텀(Power bottom)은 삽입 당하는 파트너가 되는 것을 적극적으로 즐기는 사람이다. 버서틀 바텀(Versatile bottom)은 바텀을 선호하지만 가끔 탑을 하는 사람이다. 피삽입 파트너(Receptive partner) 또는 리시버(Receiver) 일부에서는 를 선호할 수 있다. 구상 성교 바텀(Oral bottom)은 구강 성교에서 독점적으로 삽입당하는 파트너로, 삽입 파트너 또는 구강 성교 탑(Oral top)에게 펠라티오 또는 이루마티오를 제공한다.

## 버서틀
버서틀은 탑과 바텀을 모두 즐기거나 성적인 상황에 따라 둘을 번갈아 가며 사용할 수 있는 사람을 말한다. 플립 플롭(Flip-flop) 또는 플립 성교(Flip sex)는 두 남자 사이의 한 번의 성행위 중에 탑에서 바텀으로 전환하는 것을 뜻한다. 각 남자는 서로 다른 남자에게 삽입하고 자신의 차례에 삽입당한다.
버서틀은 생활 양식의 개념이다. 버서틀은 항문, 구강 또는 질 삽입의 단순한 행위에 국한되지 않고 관계에서 의무와 책임의 분할도 포함한다.

## 빈도
게이 및 양성애 남성 인구의 몇 퍼센트가 주어진 역할을 선호하는지 결정하기 위한 광범위한 과학적 연구는 수행된 적은 없다. 미국의 한 조사기관에서 55,464개의 프로필을 집계한 결과, 26.46%가 탑을 선호했고 31.92%가 바텀을 선호했으며 가장 많은 그룹(41.62%)이 버서틀을 선호하는 것으로 나타났다.

## 같이 보기
- 성교 체위

## 참고
- 야오이 : 일본 만화 및 애니메이션 출판물 및 팬덤의 관련 용어
- 성교 체위